# F.T. Island
Az F.T. Island (hangul: 에프티 아일랜드, Ephuthi Aillendu, RR: Epeuti Aillaendeu) 2007-ben alakult dél-koreai hangszeres pop-rock-együttes. Tagjai I Honggi (Lee Honggi) (fő vokál), I Dzsedzsin (Lee Jae-jin) (basszusgitár, vokál), Cshö Minhvan (Choi Min-hwan) (dobok). Nevük a Five Treasure Island (magyarul: ötkincses sziget) rövidítése. Dél-Korea első idolzenekarának tartják őket.
Első lemezük, a Cheerful Sensibility 2007-ben jelent meg, Lovesick című daluk hetekig vezette a slágerlistákat. Első japán nyelvű slágerük, a The One vezette az Oricon napi listáját. 2019 januárjával bezárólag 18 nagylemezük, valamint számos középlemezük és kislemezük jelent meg. Többször turnéztak Ázsiában, Ázsián kívül az Amerikai Egyesült Államokban, Franciaországban és Dél-Amerikában léptek fel. Az együttes tagjai egyéb más tevékenységet is folytatnak, Honggi elismert színész, Dzsedzsin (Jae-jin), Szunghjon (Seung-hyun) és Minhvan (Min-hwan) pedig musicalekben énekel.
2009 januárjában O Vonbin (Oh Won-bin) kilépett az együttesből, Szong Szunghjon (Song Seung-hyun) az ő helyére érkezett.
2019 márciusában Cshö Dzsonghun (Choi Jong-hoon) (gitár, billentyűk) távozott az együttesből egy botrányt követően, decemberben pedig Szong Szunghjon (Song Seung-hyun) is kilépett az együttesből.

## Története

### 2007: Debütálás,Cheerful Sensibility
Az F.T. Island első lemeze, a Cheerful Sensibility 2007 júniusában jelent meg. Az együttes ezt megelőzően a Wanna Be My Girlfriend? (두근두근 여친만들기, Tugun tugun jocshinmandulgi (Dugeun dugeun yeochinmandeulgi)) című televíziós műsorban szerepelt az Mnet csatornán. Első fellépésük a Rolling Hallban volt, majd első hivatalos bemutatkozó koncertjüket Szöulban, a Live House Melon-AX színpadán tartották május 27-én.
Az első lemez 13 dalt tartalmazott, két részre osztva: az Emotional Chapter rock balladákból, az F.T. Island Chapter pedig pop-rock dalokból, melyeket japán dalszerzők írtak. A lemez 2007-ben 79 000 példányban kelt el, amivel az év hatodik legsikeresebb albuma lett. December 3-án új változatban ismét kiadták, The Refreshment címmel, három új dallal kiegészítve. A dobozban egy Music 2.0 nevű mixprogram is helyet kapott, amivel a dalok hangszeres és vokál sávját lehetett különféle módon változtatni. Ebből a lemezből 25 724 darabot adtak el.

### 2008: Debütálás Japánban,Colorful Sensibility

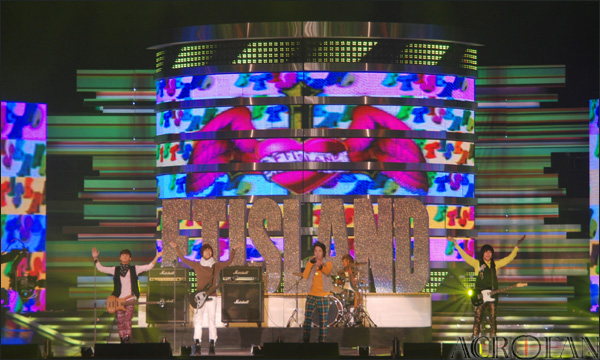
Az F.T. Island 2008-ban

Dél-Korea után az együttes külföldön próbált szerencsét. 2008. március 31-én Malajziában tartottak rajongói találkozót, majd másnap koncertet adtak volna a Sunway Lagoon Amphitheaterben. A fellépést azonban lemondták, így végül első külföldi koncertjükre Thaiföldön került sor április 14-én.
Első japán nyelvű középlemezük Prologue of F.T. Island: Soyogi címmel 2008. június 7-én került a boltokba, az első kislemez pedig a Soyogi címet viselte. A nyolc dalból kettő, az F.T. Island és a Primadonna korábbi koreai dalaik japán verziója, az Always Be Mine pedig a First Kiss angol nyelvű változata. Videóklipet a Soyogi és a Friendship című dalokhoz készítettek.
2008. augusztus 25-én megjelent Colorful Sensibility című második nagylemezük, melyet a Colorful Sensibility Part 2 középlemez követett október 17-én. A második nagylemez a Soompi szerint jó minőségű, de „[a] rockballadák nagyon hasonlítanak egymásra, beleértve a kiválasztott első kislemezt is. […] A gyorsabb dalok remekek és nem repetitívek, de valóban kevés van belőlük. […] A vokál gazdag”.
Ugyanebben az évben az együttes kiadta The One című japán kislemezét is az indie AI Entertainment kiadó segítségével. A dal 9. helyen debütált az Oricon napi listáján. Ez volt az utolsó kiadvány, amin O Vonbin (Oh Won-bin) szerepelt, mielőtt kilépett az együttesből.

### 2009: Új tag, új megjelenések

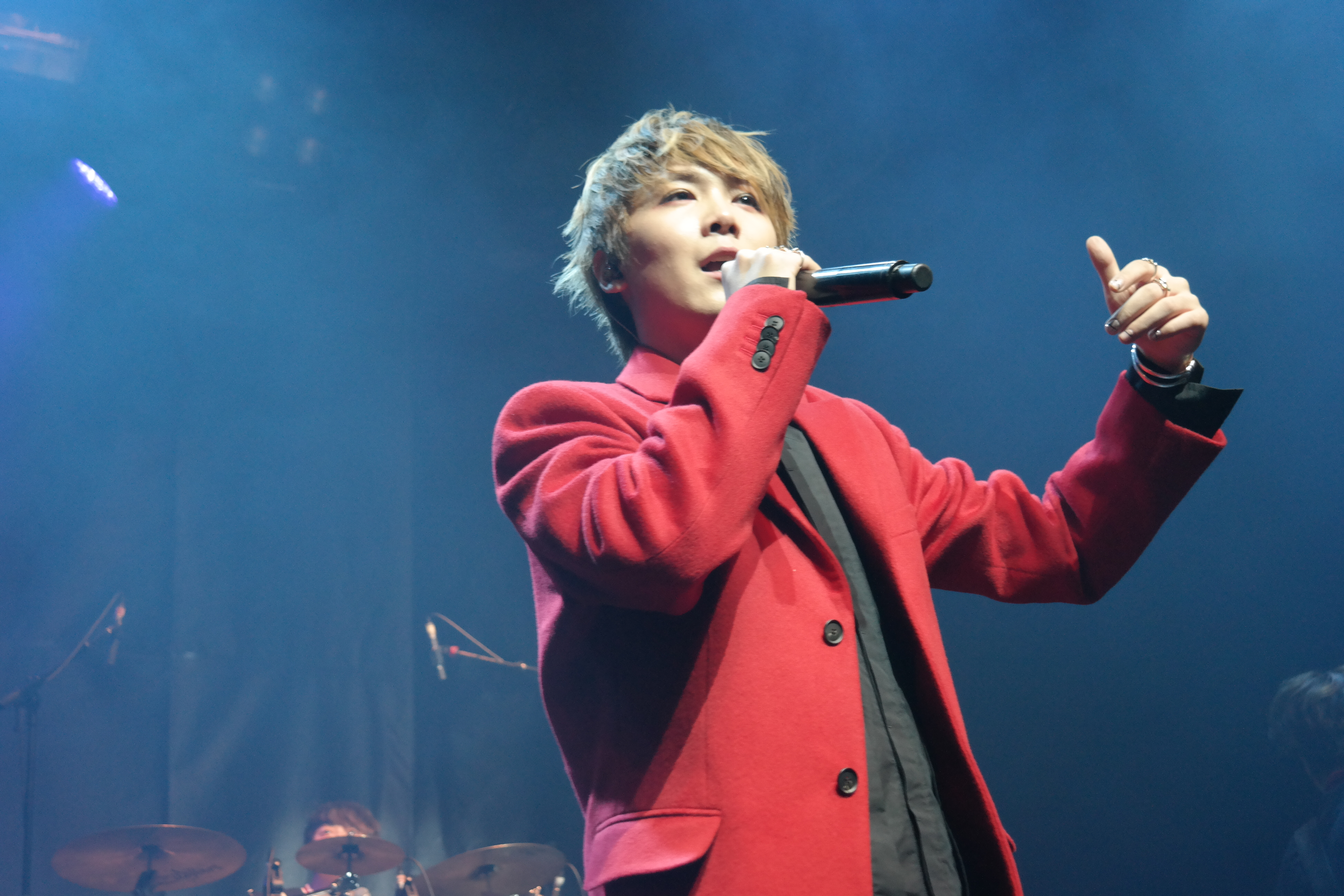
I Honggi (Lee Honggi) az együttes énekese, akinek hangját a Straits Times a „friss”, „különleges”, „robusztus” jelzőkkel illette.

2009. január 28-án az FNC Entertainment bejelentette, hogy O Vonbin (Oh Won-bin) kilép az együttesből, és helyére az ügynökség egyik gyakornoka, Szong Szunghjon (Song Seung-hyun) érkezik gitárosként és háttérénekesként. Az együttes már az új felállásban adta ki a Bad Woman videóklipjét február 6-án, majd február 11-én első koreai középlemezüket, Jump Up címmel.
Április 22-én újabb japán kislemezt jelentettek meg I Believe Myself címmel, ez volt az első alkalom, hogy ez együttes tagjai részt vettek a dalszerzésben, a lemezen megjelent Moonlight Angel című dal dalszövegét részben I Dzsedzsin (Lee Jae-jin) írta, a zeneszerzésben pedig Cshö Dzsonghun (Choi Jong-hoon) is részt vett. Ez volt az első japán daluk az új felállásban. 2009 nyarán Oszakában, Tokióban és Nagojában adtak koncertet az F.T. Island Tour: I Believe Myself turné keretében, majd Szingapúr, Thaiföld és Tajvan következett.
Július 9-én az FNC Entertainment megjelentette a harmadik album, a Cross & Change borítóját, majd egy rövid videóklip-részletet az I Hope című dalból, amit végül július 16-án adtak ki. A lemez 12 dalt tartalmaz, az együttes fellépőruhái és imidzse „retro”-koncepciót tükrözött, kölcsönözve az úgynevezett „pokko (bokgo)” stílusból, ami az 1970-es és 80-as években volt nagyon népszerű Koreában.
Október 21-én kiadták harmadik japán nyelvű kislemezüket, Raining címmel, melyben Dzsonghun (Jonghoon) gitár helyett zongorán játszott.

#### F.T. Triple
Amíg a vezérénekes Honggi a You're beautiful sorozatot forgatta, 2009-ben az együttes három tagjából (Cshö Dzsonghun (Choi Jong-hoon), Cshö Minhvan (Choi Min-hwan), I Dzsedzsin (Lee Jae-jin)) megalakult az FT.Triple (에프티트리플, Ephuthithuriphul (Epeutiteuripeul)). Első daluk címe Love Letter volt, melyhez a Fülöp-szigeteken forgattak videóklipet. A formáció dalai az együttes két CD-ből álló Double Date albumának Two Date című második cédéjén jelentek meg.
2009. november 14-én az F.T. Island országos turnéra indult Men's Stories' címmel.

### 2010:Beautiful Journey, siker Tajvanon és Japánban
Az együttes az évet ázsiai turnéval nyitotta, melynek keretében januárban és februárban Japánban, Thaiföldön, Tajvanon, Hongkongban és a Fülöp-szigeteken léptek fel.
A turnét követően augusztusig Japánban tartózkodtak, ahol a Warner Music Japan segítségével készültek hivatalos japán nagykiadós megjelenésükre. Április 7-én saját televíziós műsoruk indult a szigetországban. 2010. május 19-én kiadták a Flower Rock című kislemezt, mely harmadik helyen debütált az Oricon slágerlistáján és első helyen Tajvanon. Július 14-én az F.T. island újabb kislemezt adott ki Brand-new Days címmel, majd ötállomásos turnéra indult Zepp Tour 2010: Hands UP címmel, ahol Tokión kívül felléptek még Nagojában, Fukuokában, Oszakában és Szendaiban. Ezen kívül felléptek az oszakai Summer Sonic 2010 nemzetközi rockfesztiválon.
Augusztusban az együttes a koreai visszatérésükre koncentrált. Beautiful Journey című középlemezükhöz Love, Love, Love címmel jelentettek meg videóklipet. A dal a dél-koreai és tajvani slágerlistákon is igen jól szerepelt. Az album Don Quixote's Song című dalának írásában Dzsonghun (Jong-hoon) is közreműködött. December elején Szöulban adtak koncertet Beautiful Journey Concert néven, melyet a hónap végén egy háromállomásos turné követett Japánban FT Island Hall Tour 2010: So Today címmel.
So Today... című japán kislemezükön ismét olyan dalok szerepeltek, aminek írásában az együttes néhány tagja is részt vett. A dal hatodik helyen nyitott az Oricon napi listáján, ezzel az F.T. Island minden addig kiadott kislemeze top 10-ben szerepelt. Oszakában és Tokióban megrendezett rajongói találkozóikra 10 000 rajongó ment el.
December 25-én az együttes Tajvanon adott karácsonyi koncertet 9000 fő előtt. Szóló előadóként debütáló korábbi gitárosuk, O Vonbin (Oh Wonbin) meghívott vendég volt a koncerten, ahol az együttes kínai és japán nyelvű dalokat is előadott. Az immáron 100 000 példányt meghaladó albumeladással rendelkező együttesről a tajvani média pozitív kritikákat közölt. Az F.T. Island több rekordot is felállított Tajvanon, köztük 10 000 000 zenei letöltéssel.

### 2011: Japán áttörés,Return

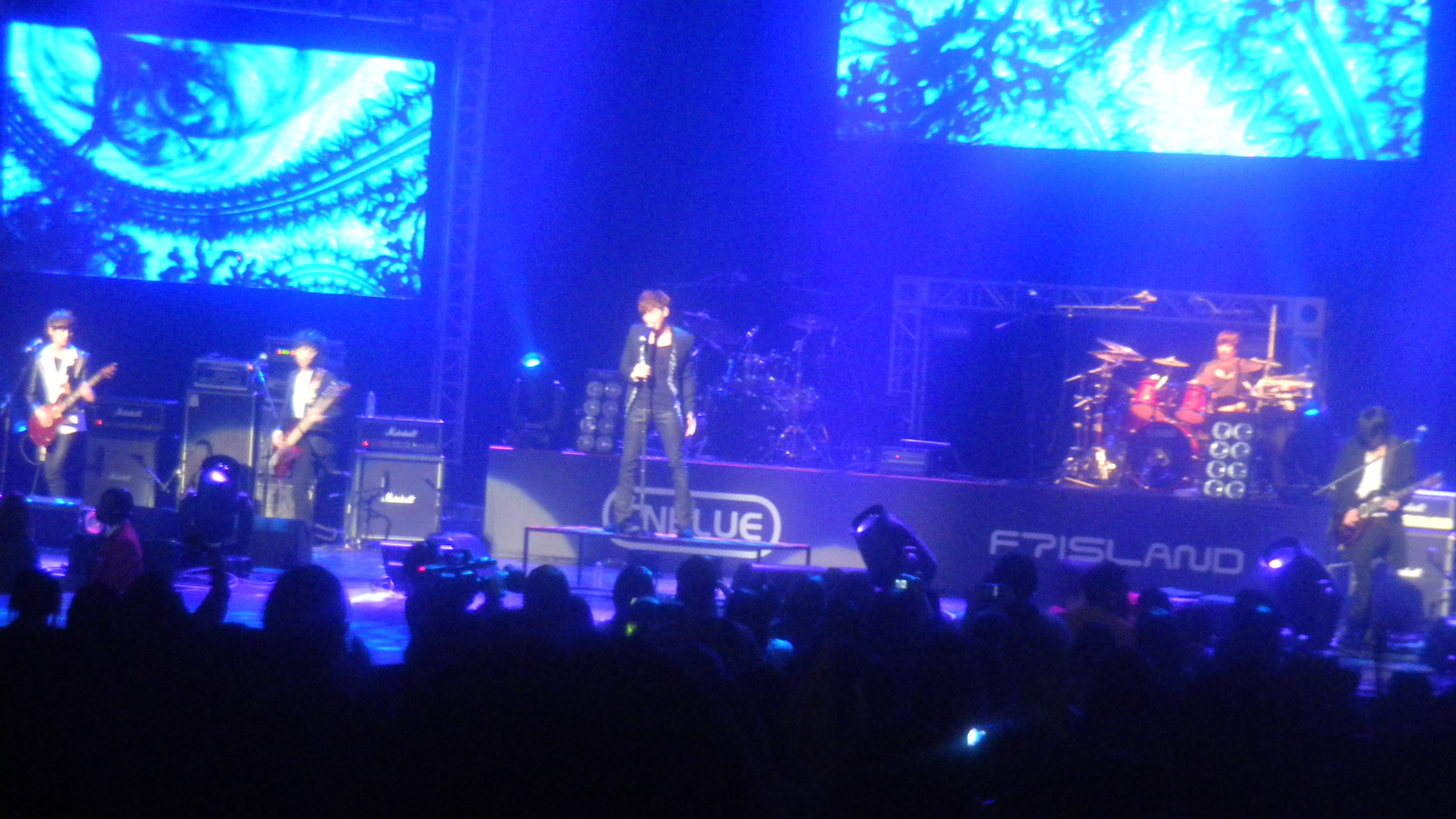
Az F.T. Island a Nokia Theatre L.A. Live-ban, 2012. március 9-én

2011. április 20-án az F.T. Island kiadta hetedik japán kislemezét Satisfaction címmel, melyen két másik dal, a Friends és az I Want is helyet kapott, utóbbi kettő esetében Cshö Dzsonghun (Choi Jong-hoon) is részt vett a dalszerzésben. A kislemez második helyen debütált az Oricon heti listáján. A Satisfaction a Fuji TV-n futó Toriko című anime első záródala volt.
Május 18-án jelent meg első nagykiadós stúdióalbumuk Japánban, Five Treasure Island címmel, melyre felkerült a korábban kislemezeken kiadott Flower Rock, Brand New Days, So Today... és Satisfaction, valamint a Honggi főszereplésével készült Muscle Girl! című sorozat betétdala. A lemez első helyet ért el az Oricon napi listáján.
Május 24-én az F.T. Island Koreában is új lemezt adott ki, Return címmel. A title track a Hello Hello című gyors tempójú rockdal lett az összesen ötdalos középlemezen. Az I Confess című dalban az együttes minden tagja énekelt.
Szeptember 3-án az együttes részt vett a kanadai Torontóban rendezett Concert for Japan rendezvényen.
Október 10-én feldolgozásokból álló ötdalos középlemezt adtak ki Memory in FTISLAND címmel. Az albumra felkerült a Sinsza-tong ku szaram ( 신사동 그 사람, Sinsa-dong geu saram) című dal is, melyet Honggi a KBS2 csatorna Immortal Songs 2 (불후의 명곡2, Pulhui mjonggok2 (Bulhu-ui Myeonggok2)) című, örökzöld slágereket új formában bemutató sztár-énekversenyén adott elő nagy sikerrel.

### 2012:Grown-Up,20ésFive Treasure Box

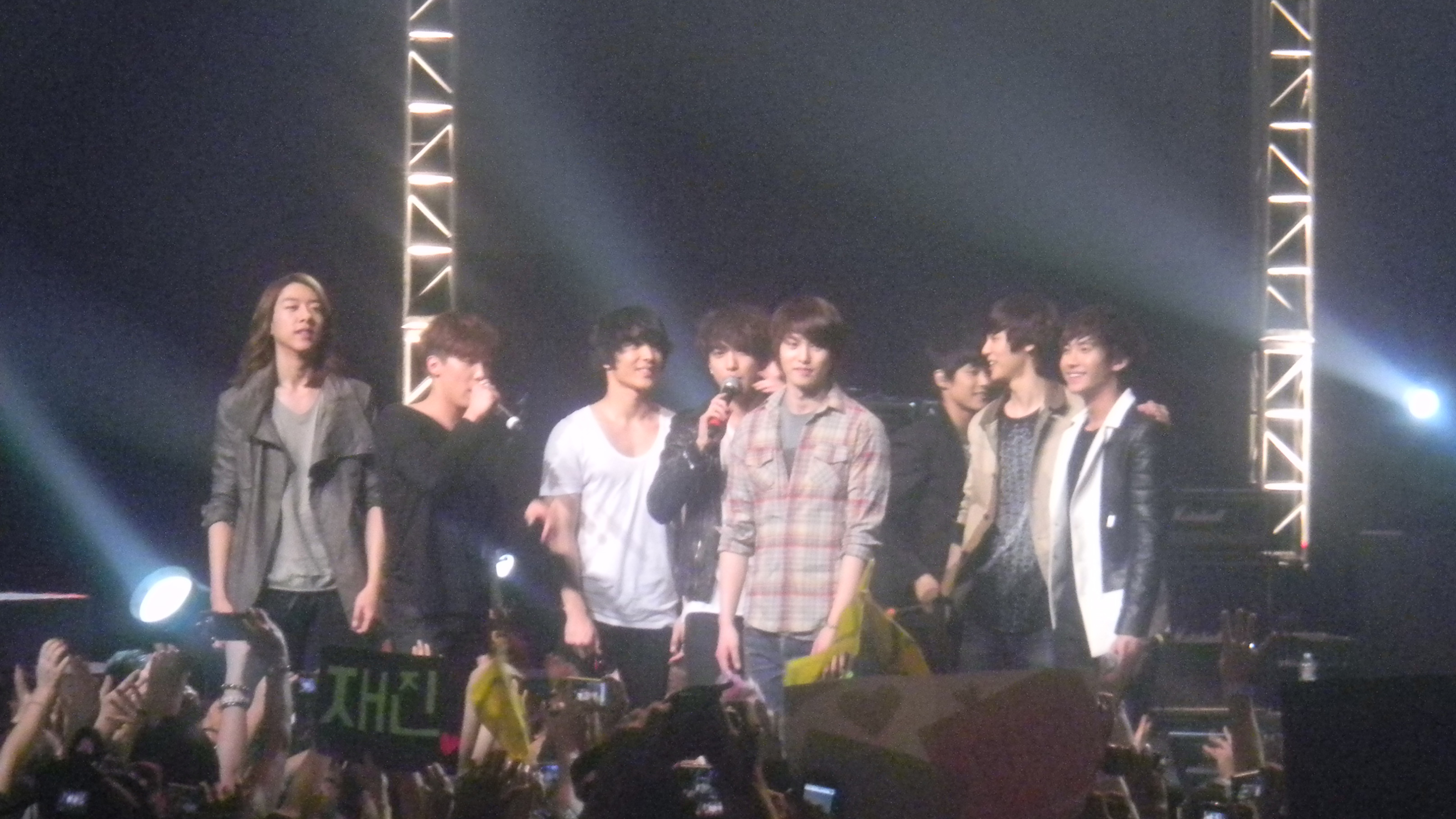
Az F.T. Island és a CN Blue közös koncertje Los Angelesben, 2012. március 9-én

2013. január 31-én jelent meg újabb koreai középlemezük, az öt, lassú tempójú rockballadát tartalmazó Grown-Up, melyről a title track a Severly című dal lett. Az album azonnal a Hanteo eladási lista élére került, a dal pedig több online slágerlistát is vezetett. Tíz nappal a megjelenése után a lemezből minden példány elfogyott, összesen 50 000.
Március 9-én az F.T. Island és a szintén FNC-menedzselte CN Blue először lépett fel az Amerikai Egyesült Államokban, a Los Angeles-i Nokia Theaterben.
Áprilisban az együttes ismét Japán felé fordult, Neverland címmel jelentetett meg újabb kislemezt, mely a Macumoto Reidzsi mangaka által írt Ozuma című animációs film nyitódala lett. Májusban a kislemezt stúdióalbum követte 20 [Twenty] címmel, mely a negyedik helyen nyitott az Oricon heti listáján 41 726 eladott példánnyal, ami az együttes addigi legjobb heti eredménye volt Japánban.
Szeptemberben kiadták negyedik koreai nagylemezüket is, Five Treasure Box címmel. A lemezből egy hét alatt 30 000 darab fogyott.

### 2013: Turné, új megjelenések
Még 2012 decemberében az együttes turnéra indult, Szöulban és Tajvanon léptek fel, majd 2013-ban folytatták a koncertezést Sanghajban, Pekingben, majd Hongkongban fejezték be.
Március 27-én újabb japán kislemez következett You Are My Life címmel, melyről mindhárom dal felkerült a Dwango heti K-popcsengőhang-letöltési listájának első öt helyezettje közé. A You Are My Life-hoz készült videóklip első lett a kínai YinYueTai koreai slágerlistáján.
Április 9-én az együttes 2009-es Jump Up albuma újra megjelent a tajvani slágerlistákon, az első helyen, a Bad Woman című dallal együtt.
Júniusban Rated-FT címmel ismét japán nagylemezük került piacra, melyen az együttes több saját szerzeménye is helyet kapott, név szerint a Time To, a Hold My Hand, a Black Chocolate és az Orange Sky. Az album harmadik helyen nyitott az Oricon napi listáján. Ezt követően júliusban Theory of Happiness címmel újabb kislemezt adtak ki, mely első helyen szerepelt az Oricon napi listáján, saját szerzeményekkel. A címadó dal a Toriko című anime záródala lett.
Az F.T. Island lett az első koreai együttes, akiket egymás után háromszor hívtak meg a Fuji TV Mezamasi Live fesztiváljára. Az együttes a csibai és oszakai Summer Sonic 2013 rockfesztiválon is fellépett, 2010 után másodszor. Az együttes ezen kívül hét városból álló japán turnén is részt vett, FT island Arena Tour 2013: Freedom címmel, ahol összesen 100 000 rajongó előtt játszottak.
Szeptemberben koreai nyelvű középlemezük jelent meg Thanks to címmel, mellyel a rajongóknak akartak köszönetet mondani. A Memory és az Always With You dalokat I Honggi (Lee Hong-gi) komponálta, a Try Againt Cshö Dzsonghun (Choi Jong-hoon), a Falling Start I Dzsedzsin (Lee Jae-jin). 28-án és 29-én Szöulban léptek fel 6000 ember előtt az FTHX nevű koncerten. A Memory című daluk első helyet ért el a tajvani Omusic slágerlistán, a középlemez pedig a G-MUSIC heti slágerlistáján, 28,84%-os részesedéssel az ázsiai albumeladások terén.
Októberben újabb japán turné vette kezdetét Tokióban, amit követően Szapporóban, Oszakában, Fukuokában, Sizuokában és Nagojában léptek fel.
November 18-án The Mood címmel megjelent ötödik koreai középlemezük. Első volt a Hanteo heti eladási listáján és a Kaon listáján, valamint előrendeléssel vezette a japán HMV online listáját is.
Az együttes az FNC Entertainment többi előadójával együtt részt vett a Cshongdam-tong 111 (Cheongdam-dong 111) című valóságshowban, melyet a tvN csatorna kezdett vetíteni november 21-én. A műsor a szórakoztatóipari vállalat mindennapjait mutatja be.

### 2014:New Page

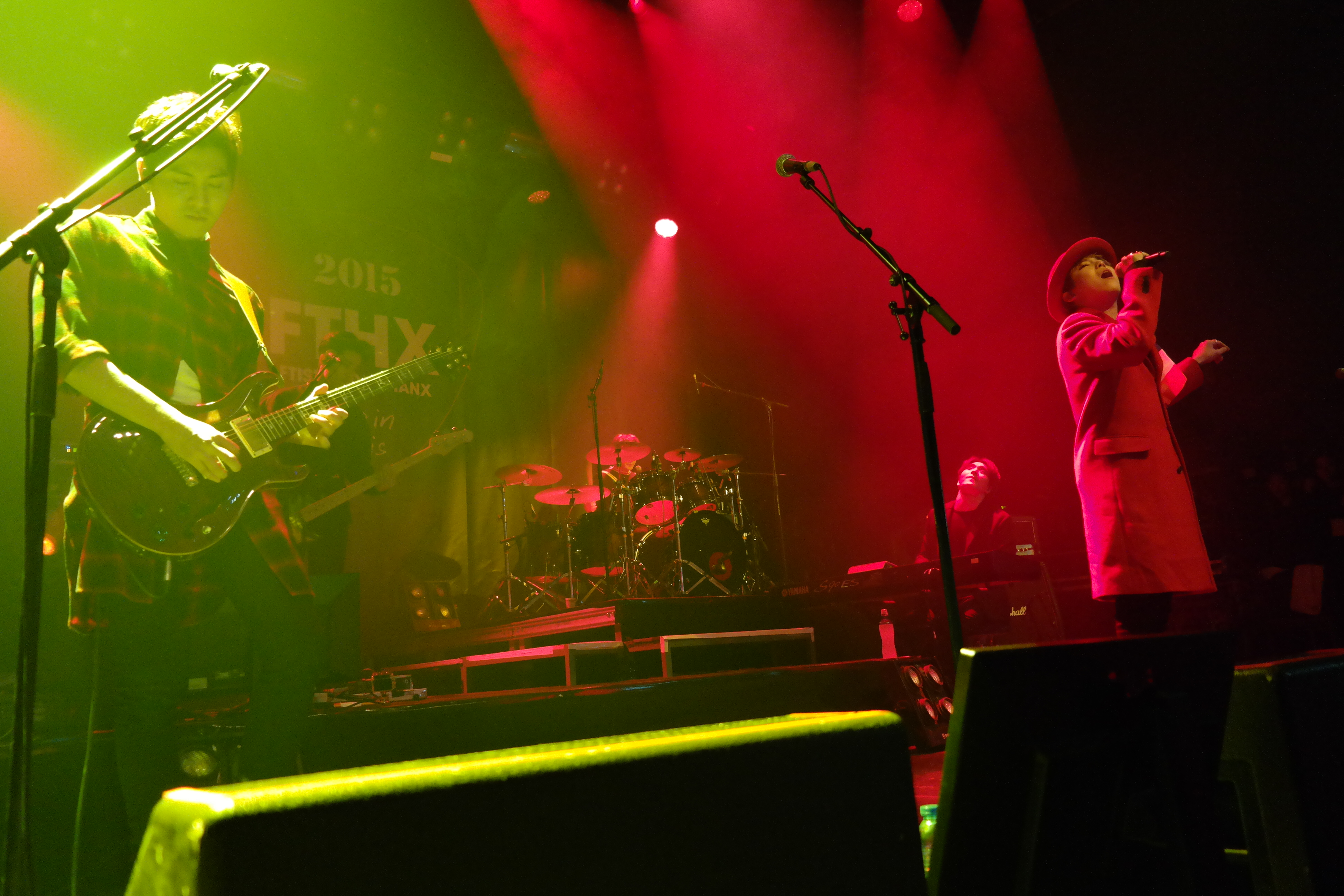
Az F.T. Island a párizsi La Cigale-ban, 2015. január 16-án

Az együttes 2014-ben folytatta az előző évben megkezdett FTHX turnét, februárban Sanghajban és Tajpejben, márciusban Szingapúrban és Bangkokban léptek fel.
Március 25-én a Music Television Unplugged című műsora számára Japánban rögzítettek élő akusztikus felvételt.
Áprilisban az együttes Mitaiken Future címmel megjelentette 13. japán kislemezét, New Page című nagylemezük május 28-án került a boltokba tizennégy dallal.
Júniusban az együttes újabb arénaturnéra indult Japánban, Szaitama, Oszaka, Nagoja és Fukuoka érintésével. Késő ősszel az együttes ismét nyolc állomásos arénaturnét adott Japánban.

### 2015–: Világ körüli turné,I Will,Where's the Truth?,Over 10 Years
2015 januárjában az együttes megtartotta első európai koncertjét a párizsi La Cigale-ban, melyet dél-amerikai koncertkörút követett. Az együttes először koncertezett Ázsián kívül önállóan.
2015 március elején az FNC Entertainment bejelentette, hogy az együttes saját dalokból komponált I Will című ötödik koreai nagylemeze március 23-án jelenik meg. Az album 7. helyezést ért el a Billboard World Albums toplistán, és vezette a Kaon (Gaon) heti listáját március harmadik hetében. A lemezből összesen 47 660 példány fogyott.
Május 13-án új japán nyelvű albummal tértek vissza a japán piacra, 5.....Go címmel. A kislemezként kimásolt Primavera című dalban szerzőként Moriucsi Takahiro (Taka), a One Ok Rock együttes énekese is közreműködött. Augusztusban Puppy címmel jelentettek meg japán nyelvű kislemezt, melyhez előzetesen egy videóklipet is feltöltöttek. A dalt később koreai nyelven is kiadták. Ősszel nyolc állomásos turnéjukon 13 koncertet adtak a szigetországban.
2016 áprilisában újabb japán lemezük jelent meg N.W.U címmel, a kislemezként kimásolt You Don't Know Who I Am című dal videóklipje március 18-án jelent meg. Az együttes tagjai részt vettek az album dalszerzői munkálataiban is. Az album megjelenésekor második helyet ért el az Oricon napi listáján, vezette a Tower Record világalbumok listáját, valamint a HMV Asia napi listáját és a Dwango K-pop-listáját is. A megjelenést egy japán turné követte.
2016. július 18-án jelent meg a koreai nyelvű Where's the Truth?. Az album dalait az együttes tagjai írták. A Take Me Now videóklipje ugyanaznap jelent meg. A lemez 5. helyen nyitott a Billboard World Albums listáján, és vezették a Kaon (Gaon) heti listáját.
2017 áprilisában újabb japán nyelvű nagylemezük jelent meg United Shadows címmel. 2017. június 7-én megjelent tizedik évfordulós koreai nagylemezük az Over 10 Years, melyről a Wind című dalhoz készült videóklip. Az együttes előzetesen a debütáló daluk, a Lovesick remake-változatát adták ki május 29-én.

### 2018–:Dzsonghun(Jonghun)ésSzunghjon(Seunghyeon)távozása, katonai szolgálat
2018. április 11-én megjelent Planet Bonds című japán nyelvű nagylemezük, mely 5. helyezett volt az Oricon heti listáján. Júliusban What if címmel jelent meg koreai középlemezük, melyről a Summer Night's Dream című dalhoz készült videoklip.  2019. március 27-én ezt követte at Everlasting című japán album, mely harmadik helyet ért el.
2019 márciusában az együttes ügynöksége bejelentette, hogy Cshö Dzsonghun (Choi Jonghun) távozik az együttesből, miután botrányba keveredett, és kiderült, hogy valószínűleg lefizetett egy rendőrt, amikor ittas vezetésen kapták. 2019 novemberében újabb részletekre derült fény, amikor egy szöuli bíróság öt év börtönbüntetésre ítélte az énekest, amiért az többedmagával megerőszakolt több, ittassága miatt magatehetetlen nőt.
2019 szeptemberében Zapping címmel jelent meg újabb középlemezük, immár Cshö (Choi) nélkül. Ezt követően az együttes énekese, Honggi bevonult katonának. December 31-én Szong Szunghjon (Song Seunghyeon) is kilépett az együttesből, hogy színészi pályafutására koncentrálhasson, így az F.T. Island három taggal folytatja tovább. 2020 januárjában I Dzsedzsin (Lee Jae-jin) is megkezdte sorkatonai szolgálatát, míg Cshö Minhvan (Choi Minhwan) februárban tartalékos katona lett.

## Tagjai
| Név                          | Név    | Név     | Név                           | Születési dátum              | Pozíció             |
| Átírt                        | Hangul | Handzsa | Japánul                       | Születési dátum              | Pozíció             |
| ---------------------------- | ------ | ------- | ----------------------------- | ---------------------------- | ------------------- |
| I Honggi (Lee Honggi)        | 이홍기 | 李洪基  | イ•ホンギ (I Hongi)           | 1990. március 2. (35 éves)   | fő vokál            |
| I Dzsedzsin (Lee Jae-jin)    | 이재진 | 李在真  | イ•ジェジン (I Dzsiedzsin)    | 1991. december 17. (33 éves) | basszusgitár, vokál |
| Cshö Minhvan (Choi Min-hwan) | 최민환 | 崔敏煥  | チェ•ミンファン (Csie Minfun) | 1992. november 11. (32 éves) | dobok               |

### Korábbi tagok
| Név                               | Név    | Név     | Név                             | Születési dátum               | Pozíció         |
| Átírt                             | Hangul | Handzsa | Japánul                         | Születési dátum               | Pozíció         |
| --------------------------------- | ------ | ------- | ------------------------------- | ----------------------------- | --------------- |
| O Vonbin (Oh Won-bin)             | 오원빈 | 吳元斌  | オ•ウォンビン (O Uonbin)        | 1990. március 26. (34 éves)   | gitár, vokál    |
| Cshö Dzsonghun (Choi Jong-hoon)   | 최종훈 | 崔鍾訓  | チェ•ジョンフン (Csie Dzsonfun) | 1990. március 7. (35 éves)    | gitár, keyboard |
| Szong Szunghjon (Song Seung-hyun) | 송승현 | 宋承炫  | ソン•スンヒョン (Szon Szunhjon) | 1992. augusztus 21. (32 éves) | gitár, vokál    |

## Zenei stílus és dalszerzői tevékenység
- MemoryRészlet az I Honggi (Lee Hong-gi) komponálta Memory című dalból, ami a melodikusabb pop-rockot kedvelő koreai piacra készült.
- Black ChocolateRészlet a szintén I (Lee) által írt Black Chocolate című dal élő felvételéből. A japán piacra keményebb rockdalokat szánnak.

Nem tudod lejátszani a fájlt?
Az F.T. Island az FNC Entertainment első előadója volt, az ügynökség vezetője, Han Szongho (한성호, Han Seong-ho) a negatív vélemények és kritikák ellenére is úgy vélte, a K-pop-idolegyüttesek mellett hangszeres együttes is lehet sikeres. Az ügynökség másik hangszeres idolegyüttese, a CN Blue és az F.T. Island marketingje közötti különbséget azzal magyarázta, hogy míg I Honggi (Lee Hong-gi) hangja megkapóbb, melodikusabb, Csong Jonghva (Jeong Yong-hwa) hangja inkább modern érzetű. Karrierjük kezdetén az együttest kisfiús kinézetük és a K-pop-idolokhoz hasonló gyakornokrendszerben való debütálásuk miatt az a vád érte, hogy „nem igazi együttes”.
Az F.T. Island Koreában melodikusabb pop-rockot játszik, Japánban erőteljesebb, keményebb rockzenét. Ennek oka, hogy a japán közönség előtt olyan zenét játszhatnak, ami nekik tetszik, a koreai piacon azonban „aggódni[uk] kell, hogy a dalok mennyire vonzóak”. Zenei műfajuk megítélése azonban nem egységes az angol nyelvű médiában, a Tenasia például popegyüttesként definiálta őket, a XinMSN viszont rockegyüttesként, kijelentve, hogy „igazságtalan – és pontatlan – a rockegyüttes F.T. Island koncertjét ’K-pop-koncertnek’ titulálni, annak ellenére, hogy általában ebbe a kategóriába sorolják őket, és halljusztárnak minősülnek. Hiszen végső soron megjelenésük és hangzásuk is éles kontrasztban áll a többiekével.” A KpopStarz szerint az együttes „vitán felül Korea egyik vezető rockegyüttese”. A tajvani The China Post pop-rockegyüttesnek nevezi őket. Ők maguk úgy vélekednek, valahol a fiúegyüttes és a rockegyüttes között félúton vannak.
Az együttes karrierje kezdetén más dalszerzők dalait adta elő. A 2009-ben Japánban megjelent I Believe Myself című kislemez volt az első, amin az együttes tagjai dalszerzőként és szövegíróként közreműködtek. Innentől kezdve egyre gyakrabban vettek részt az albumok zenei munkálataiban, saját szerzeményeiket a kritikusok is pozitívan fogadták. 2013-ban I Honggi (Lee Hong-gi) Memory című szerzeménye a koreai Thanks to albumuk title trackje volt. Az együttes japán nyelvű dalainak nagy része saját szerzemény. The Mood című, 2013. november 18-án kiadott koreai középlemezükön is több saját dal szerepel, a Can’t Have You-t Cshö Dzsonghun (Choi Jong-hoon), a The Way Into You-t I Dzsedzsin (Lee Jae-jin), a Sirent pedig I Honggi (Lee Hong-gi) komponálta.
Az együttes énekese, I Honggi (Lee Hong-gi) hangját a médiában gyakran illetik a „megbabonázó”, „lenyűgöző” és „erőteljes” jelzővel, 2012-ben száz K-pop-idol szavazata alapján az ötödik legjobb idolénekesnek választották.

## Rajongói klub
Az F.T. Island rajongói klubja a Primadonna, amely az első lemezük azonos című daláról kapta a nevét. A klubtagok Pentasticknek (펜타스틱) nevezett sárga zászlót hordanak maguknál és számos jótékonysági rendezvényen vesznek részt.

## Incidensek
2008-ban az SBS Kajo Tedzson (Gayo Daejeon) (SBS가요대전) díjkiosztó előtt I Honggi (Lee Hong-gi) magas lázzal küzdött, az együttes előzőleg három koncertet adott egyhuzamban és Hongginak a kimerültségtől a díjkiosztó alatti fellépésen elment a hangja. Másnap kórházba szállították.
2009 márciusában Cshö Minhvan (Choi Min-hwan) a The Road Home című sorozat forgatásán rosszul lett és összeesett, kórházba szállították, ahol túlhajszoltságból eredő kimerültséggel diagnosztizálták. Szeptember 5-én az F.T. Island a Fülöp-szigeteken forgatta a Raining című daluk videóklipjét, amikor a Ketsana tájfun elérte Cebu szigetét és átmenetileg az országban ragadtak.
2011. május 3-án tűz ütött ki az együttes szöuli kollégiumában, de senki sem sérült meg.
2013. december 15-én Honggi a Bride of the Century című sorozat forgatásán megcsúszott a jégen, kificamította a vállát és egy időre fel kellett függesztenie a forgatást.

## Diszkográfia
Koreai stúdióalbumok
- Cheerful Sensibility (2007)
- Colorful Sensibility (2008)
- Cross & Change (2009)
- Five Treasure Box (2012)
- I Will (2015)
- Where's the Truth? (2016)
- Over 10 Years (2017)

Koreai középlemezek
- Jump Up (2009)
- Beautiful Journey (2010)
- Return (2011)
- Memory in FTISLAND (2011)
- Grown-Up (2012)
- Thanks to (2013)
- The Mood (2013)
- What if (2018)
- Zapping (2019)

Japán stúdióalbumok
- So Long, Au Revoir (2009)
- Five Treasure Island (2011)
- 20 [Twenty] (2012)
- Rated-FT (2013)
- New Page (2014)
- 5.....Go (2015)
- N.W.U (2016)
- United Shadows (2017)
- Planet Bonds (2018)
- Everlasting (2019)

Japán középlemezek
- Prologue of F.T. Island: Soyogi (2008)

## Díjak és elismerések
Az F.T. Island együttes pályafutása során összesen több mint 13 díjat nyert el, hétszer jutalmazták őket a Golden Disk Awardson, és többször lettek elsők a televíziós slágerlistákon, mint az Inkigayo vagy a Music Bank.

## Fordítás
- Ez a szócikk részben vagy egészben  a   F.T. Island című angol Wikipédia-szócikk fordításán alapul.  Az eredeti cikk szerkesztőit annak laptörténete sorolja fel. Ez a jelzés csupán a megfogalmazás eredetét és a szerzői jogokat jelzi, nem szolgál a cikkben szereplő információk forrásmegjelöléseként.